# Otodistomum veliporum
Espèce
Synonymes
- Distomum veliporum Creplin, 1837
(protonyme)

Otodistomum veliporum est une espèce de trématodes de la famille des Azygiidae.